# Свитазев
Свитазев (укр. Сви́тазів) — село в Сокальской городской общине Шептицкого района Львовской области Украины.
Население по переписи 2001 года составляло 820 человек. Занимает площадь 1,374 км². Почтовый индекс — 80024. Телефонный код — 3257.